# Копон, Майкл
Ма́йкл Со́уэлл Ко́пон (англ. Michael Sowell Copon; род. 13 ноября 1982, Чесапик, Виргиния, США) — американский актёр, модель и певец.

## Биография
Майкл Копон родился 13 ноября 1982 года в городе Чесапик, штат Виргиния в семье отца-филиппинца и матери-американки немецкого происхождения. Через несколько месяцев после окончания в 2001 году школы Deep Creek High Майкл был отобран продюсерами канала Fox Kids для сериала «Могучие рейнджеры». Майкл и сам не верил как быстро ему удалось превратиться из игрока школьной футбольной команды в популярного актёра и модель. Люди в Чесапеке говорят о Майкле как об отличном парне, немного застенчивом и религиозном, но симпатичном и добром, поэтому на родине никого не удивляет его успех.

## Карьера
Одна из наиболее известных ролей Майкла — Феликс Таггаро в молодёжной драме «Холм одного дерева». Кроме этого он принимал участие в таких популярных сериалах как «Клиника», «Гавайи 5.0», «Рено 911» и «Такая Рэйвен». С 2006 по 2009 год Майкл снимался в «пляжном» сериале Beyond the Break (англ.).
Помимо актёрского таланта в Майкле обнаружился и певческий дар. Он победил на конкурсе «А могут ли они петь?» (But Can They Sing?) канала VH1 и теперь записывает свой сольный альбом.
В 2005 году был назван журналом People в числе 50 красивейших холостяков планеты.

## Фильмография
| Год       |     | Русское название                     | Оригинальное название                  | Роль                           |
| --------- | --- | ------------------------------------ | -------------------------------------- | ------------------------------ |
| 2001      | с   | Могучие Рейнджеры: Патруль времени   | Power Rangers Time Force               | Лукас Кендалл / Синий рейнджер |
| 2002      | с   | Могучие Рейнджеры: Дикий мир         | Power Rangers Wild Force               | Лукас Кендалл / Синий рейнджер |
| 2003      | с   | Зажигай со Стивенсами                | Even Stevens                           | парень на пляже                |
| 2004—2005 | с   | Холм одного дерева                   | One Tree Hill                          | Феликс Таггаро                 |
| 2005      | с   | Клиника                              | Scrubs                                 | Педро                          |
| 2005      | с   | Рино 911                             | Reno 911!                              | Кейн                           |
| 2005—2006 | с   | Такая Рэйвен                         | That's So Raven                        | Рики                           |
| 2006      | ф   | Всё, что есть у тебя                 | All You've Got                         | Арти Санчес                    |
| 2006      | кор |                                      | Elevator                               | парень в клубе                 |
| 2006      | ф   | Посудомойщики                        | Dishdogz                               | Палмер                         |
| 2006      | тф  |                                      | Sideliners                             | Джоуи Эмброуз                  |
| 2006—2009 | с   |                                      | Beyond the Break                       | Вин Кихай                      |
| 2007      | в   | Добейся успеха: Всё за победу        | Bring It On: In It to Win It           | Пэнн                           |
| 2008      | ф   | Университет                          | Greek                                  | Шейн                           |
| 2008      | в   | Царь скорпионов 2: Восхождение воина | The Scorpion King 2: Rise of a Warrior | Метаяс                         |
| 2008      | тф  | Парад Матушки Гусыни                 | Mother Goose Parade                    |                                |
| 2009      | с   | C.S.I.: Место преступления Майами    | CSI: Miami                             | Уолтер Лисон                   |
| 2009      | ф   | Тёмный дом                           | Dark House                             | Грег                           |
| 2009      | ф   | Ночь демонов                         | Night of the Demons                    | Декс                           |
| 2010      | ф   | Электра Люкс                         | Elektra Luxx                           | Ламберто                       |
| 2010      | с   | Гавайи 5.0                           | Hawaii Five-0                          | Джуниор Сател                  |
| 2010      | ф   | Бой-бэнд                             | BoyBand                                | Бред                           |
| 2011      | ф   | 247 градусов по Фаренгейту           | 247°F                                  | Майкл                          |
| 2012      | ф   |                                      | Music High                             | Томми                          |
| 2013      | ф   | Праздник для убийцы                  | Killer Holiday                         | Мелвин «Паук» Холидей          |
| 2014      | ф   |                                      | La Migra                               | агент Диего Чавес / Томми      |
| 2014      | ф   |                                      | Fearless                               | агент Диего Чавес / Томми      |
| 2014      | ф   |                                      | Blood on the Border                    | Санчо                          |
| 2014      | ф   |                                      | Space Samurai: Oasis                   | Такахиро Тринидад              |
| 2014      | ф   |                                      | A Perfect Vacation                     | Ник                            |
| 2015      | ф   | Джон Карсон                          | John Carson                            | Уильям Нейпир                  |
| 2015      | ф   | Карсон Нейпир                        | Carson Napier                          | Карсон Нейпир                  |